# مايك بوش (لاعب كرة قدم أمريكية)
مايك بوش (بالإنجليزية: Mike Busch)‏ هو لاعب كرة قدم أمريكية أمريكي، ولد في 8 فبراير 1962 في هورون في الولايات المتحدة.